# 바라바 (1961년 영화)
바라바(Barabbas)는 이탈리아에서 제작된 리처드 플레이셔 감독의 1962년 드라마 영화이다. 페르 라게르크비스트의 동명의 소설을 바탕으로 제작되었다. 앤서니 퀸 등이 주연으로 출연하였고 이보 페릴리 등이 제작에 참여하였다.

## 출연

### 주연
- 앤서니 퀸

### 조연
- 실바나 망가노
- 아서 케네디
- 커티 주라도
- 해리 앤드류즈
- 비토리오 가스만
- 잭 팰런스
- 어네스트 보그나인
- 노만 울란드
- 발렌티나 코르테스

## 제작진
- 미술: 마리오 시아리
- 의상: 마리아 드 마테이스